# Venjans socken
Venjans socken ligger i Dalarna, ingår sedan 1971 i Mora kommun och motsvarar från 2016 Venjans distrikt.
Socknens areal är 694,30 kvadratkilometer, varav 656,70 land. År 2020 fanns här 570 invånare. Tätorten och kyrkbyn Venjan med sockenkyrkan Venjans kyrka ligger i socknen.  

## Administrativ historik
Venjans församling bildades 9 december 1607 genom en utbrytning ur Mora församling. 
Vid kommunreformen 1862 övergick socknens ansvar för de kyrkliga frågorna till Venjans församling och för de borgerliga frågorna till Venjans landskommun. Landskommunen uppgick 1971 i Mora kommun. Församlingen uppgick 2010 i Mora församling.
1 januari 2016 inrättades distriktet Venjan, med samma omfattning som församlingen hade 1999/2000.
Socknen har tillhört fögderier, tingslag och domsagor enligt vad som beskrivs i artikeln Dalarna. De indelta soldaterna tillhörde Dalaregementet, Mora kompani.

## Geografi
Venjans socken ligger kring Vanån och Venjanssjön. Socknen har odlingsbygd vid ån och sjön och är i övrigt en kuperad skogsbygd med fäbodar och med höjder som i når över 500 meter över havet.
Byarna Kättbo och Gävunda, byar i Söromsjöbygden ligger här.

## Fornlämningar
Cirak 50 boplatser från stenåldern och ett gravfält från järnåldern är funna. Dessutom har cirka 65 fångstgropar samt slagg från lågteknisk järnhantering påträffats.

## Namnet
Namnet (1531 Venia) kommer från Venjanssjön och dess äldre namn Väni som i sin tur är taget från Vanåns äldre namn, Vana.

## Befolkningsutveckling
Folkmängden i Mora församling, som då inkluderade Sollerön, Venjan och Våmhus, var 20 153 år 2010.
| Befolkningsutvecklingen i Venjans socken 1750–2020 | Befolkningsutvecklingen i Venjans socken 1750–2020 | Befolkningsutvecklingen i Venjans socken 1750–2020 | Befolkningsutvecklingen i Venjans socken 1750–2020 | Befolkningsutvecklingen i Venjans socken 1750–2020 |
| --- | -------------------------------------------------- | -------------------------------------------------- | -------------------------------------------------- | -------------------------------------------------- |
| |                                                    |                                                    |                                                    |                                                    |
| År |                                                    |                                                    | Folkmängd                                          |                                                    |
| 1750 | 1750                                               |                                                    | 698                                                |                                                    |
| 1760 | 1760                                               |                                                    | 814                                                |                                                    |
| 1769 | 1769                                               |                                                    | 891                                                |                                                    |
| 1780 | 1780                                               |                                                    | 824                                                |                                                    |
| 1790 | 1790                                               |                                                    | 885                                                |                                                    |
| 1800 | 1800                                               |                                                    | 1 052                                              |                                                    |
| 1810 | 1810                                               |                                                    | 1 117                                              |                                                    |
| 1820 | 1820                                               |                                                    | 1 174                                              |                                                    |
| 1830 | 1830                                               |                                                    | 1 368                                              |                                                    |
| 1840 | 1840                                               |                                                    | 1 476                                              |                                                    |
| 1850 | 1850                                               |                                                    | 1 691                                              |                                                    |
| 1860 | 1860                                               |                                                    | 1 772                                              |                                                    |
| 1870 | 1870                                               |                                                    | 1 833                                              |                                                    |
| 1880 | 1880                                               |                                                    | 1 925                                              |                                                    |
| 1890 | 1890                                               |                                                    | 1 776                                              |                                                    |
| 1900 | 1900                                               |                                                    | 1 921                                              |                                                    |
| 1910 | 1910                                               |                                                    | 1 939                                              |                                                    |
| 1920 | 1920                                               |                                                    | 2 038                                              |                                                    |
| 1930 | 1930                                               |                                                    | 1 994                                              |                                                    |
| 1940 | 1940                                               |                                                    | 1 784                                              |                                                    |
| 1950 | 1950                                               |                                                    | 1 555                                              |                                                    |
| 1960 | 1960                                               |                                                    | 1 354                                              |                                                    |
| 1970 | 1970                                               |                                                    | 1 022                                              |                                                    |
| 1980 | 1980                                               |                                                    | 885                                                |                                                    |
| 1990 | 1990                                               |                                                    | 825                                                |                                                    |
| 2020 | 2020                                               |                                                    | 570                                                |                                                    |
| Anm: Källor: Umeå universitet - Tabellverket 1749-1859, Demografiska databasen, CEDAR, Umeå universitet, Folkmängden per distrikt, landskap, landsdel eller riket efter kön. År 2015 - 2022. |                                                    |                                                    |                                                    |                                                    |